# Foreign Affairs
Foreign Affairs är en amerikansk tidning om internationella relationer som ges ut av Council on Foreign Relations, en privat tankesmedja i New York. Tidningen grundades 1922.
Tidningens inflytande ökade efter andra världskriget när relationerna till andra länder blev viktigare för USA:s politik. En viktig artikel var George F. Kennans X-artikeln från 1947 som lade fram den utrikespolitiska strategin om uppdämning. 1993 publicerades Samuel P. Huntingtons betydelsefulla artikel "The Clash of Civilizations?" (Civilisationernas kamp?).